# Cmentarz żydowski w Piwnicznej
Cmentarz żydowski w Piwnicznej – cmentarz żydowski na terenie Piwnicznej-Zdroju, założony prawdopodobnie pod koniec XIX wieku. Ma powierzchnię 0,04 ha. W okresie międzywojennym wybudowano na nim dom przedpogrzebowy. Do naszych czasów, wskutek dewastacji z okresu III Rzeszy i PRL, zachowały się tylko nieliczne macewy. Cmentarz znajduje się przy ul. Nad Popradem w pobliżu przystanku kolejowego.

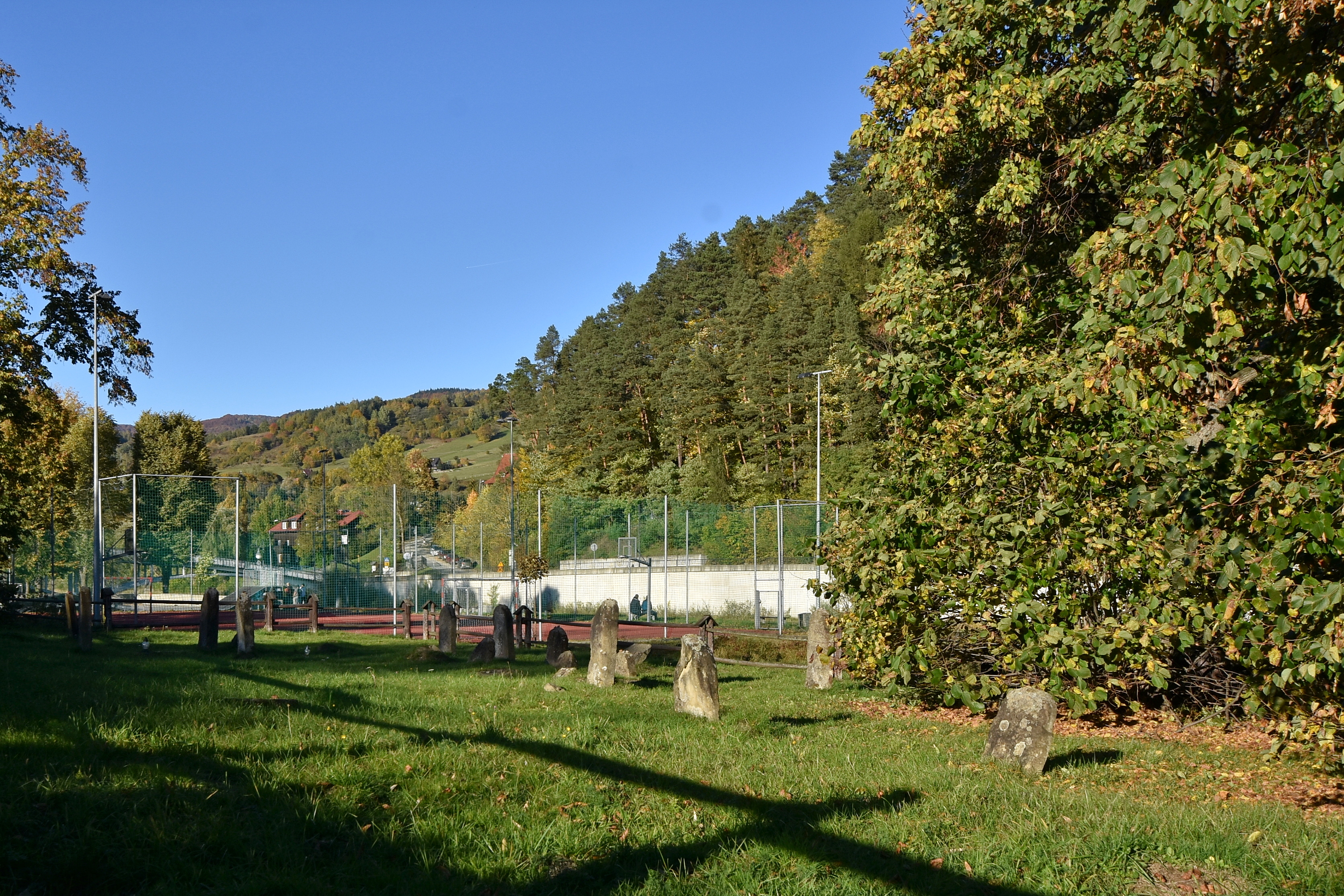
Widok ogólny
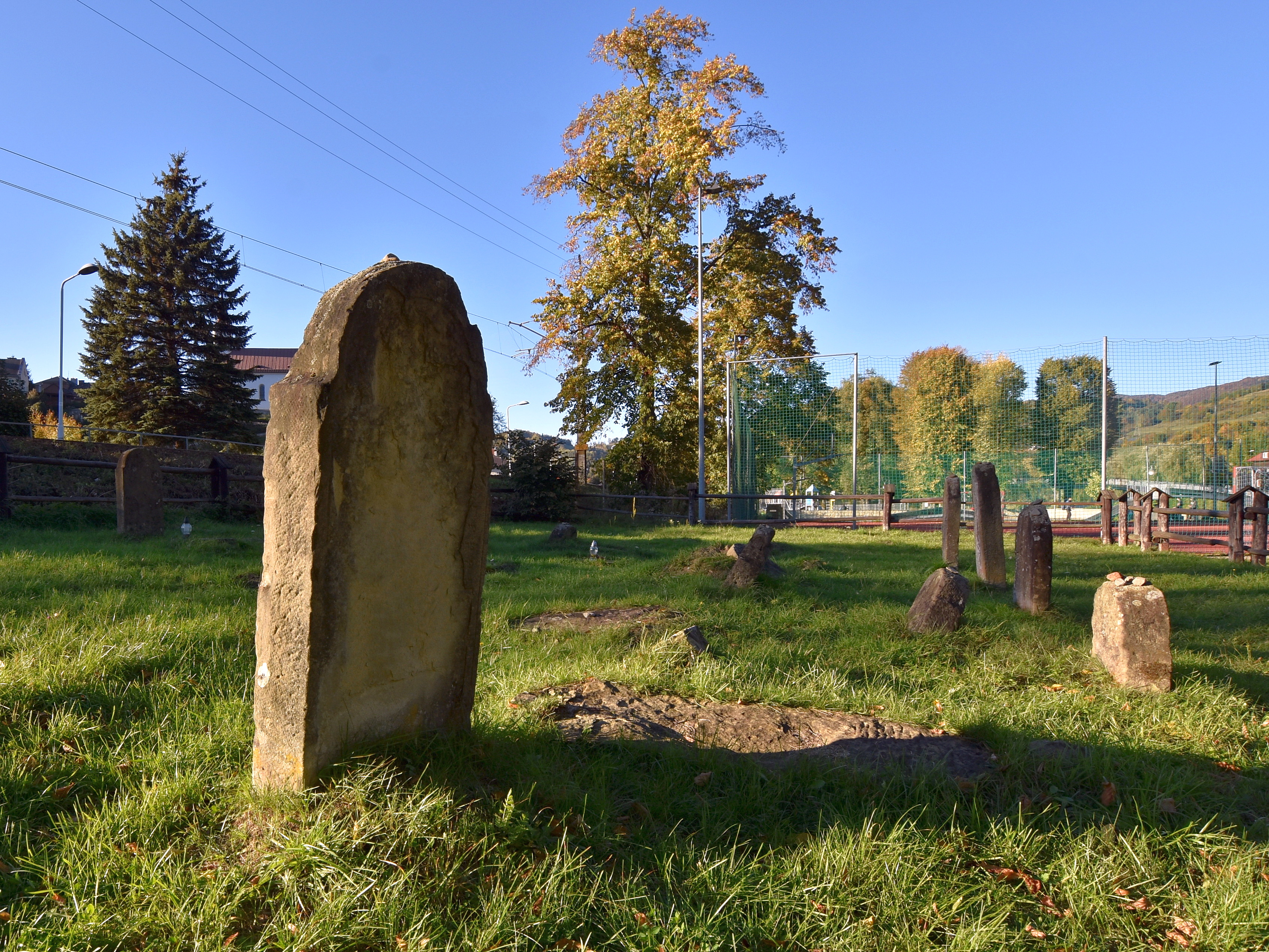
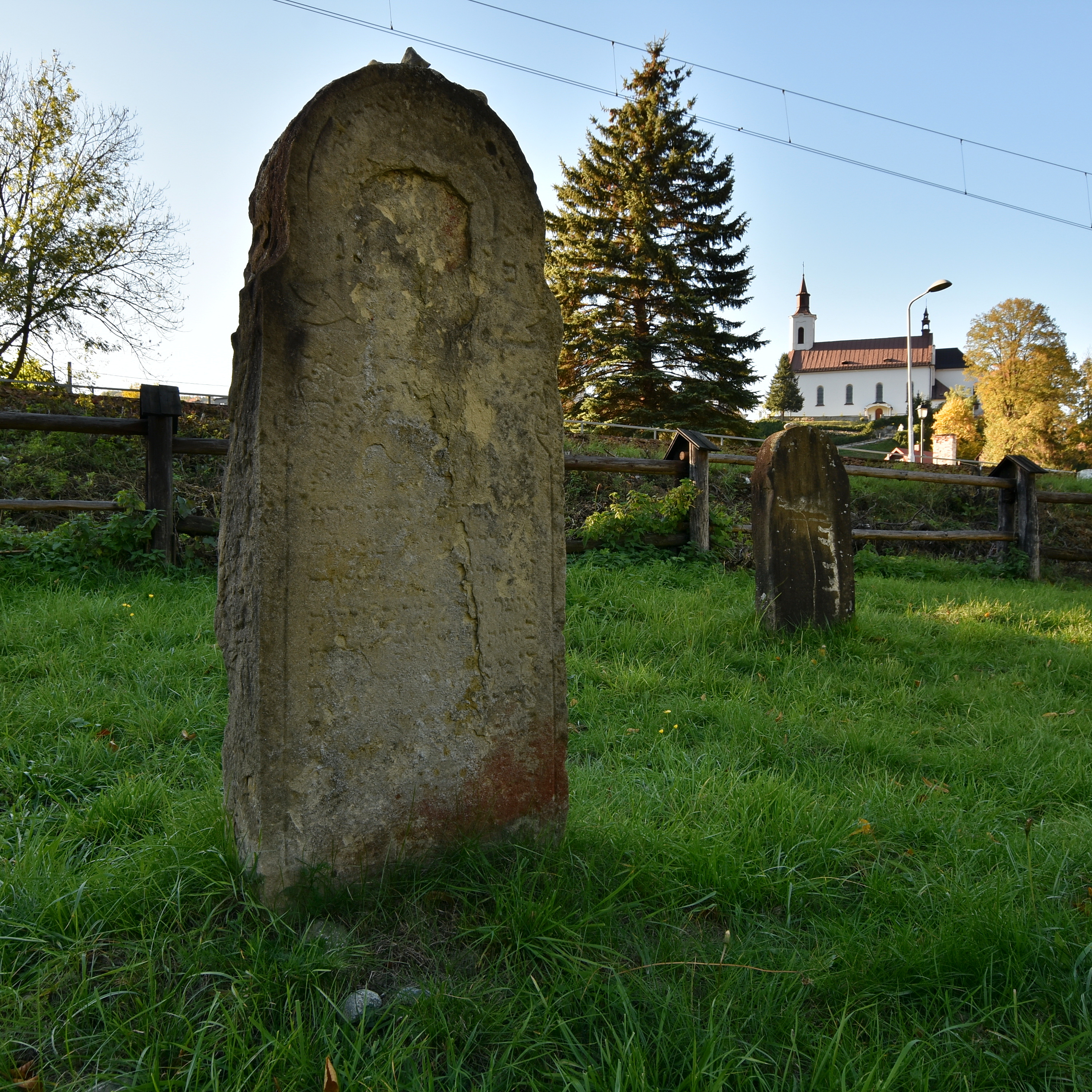